# Abádi Ervin
Abádi Ervin vagy Aharón Abádi (Budapest, 1918. április 9. – Ramat Gan, 1979. május 3.) író, szerkesztő, grafikus. 

## Élete
Abádi Jakab és Stahl Bella (1890–1941) fia. Apja tanár és hírlapíró volt. Anyja is írt Jávor Bella álnéven, főleg zsidó felekezeti lapokba, de műfordítással is foglalkozott. Miután Budapesten elvégezte az Iparművészeti Iskolát, Rómában tanult tovább. Hazatérése után grafikus volt 1942-ig, amikor munkaszolgálatra rendelték. A bergen-belseni koncentrációs táborból 1945 nyarán tért haza. Budapesten a Szikra Könyvkiadó könyvtervezője lett. 1950-ben Izraelben telepedett le, mint illusztrátor, dekorátor, rajzoló dolgozott. 1953-tól jelentek meg riportjai, elbeszélései, regényei magyar és héber nyelven. 1979-ig szerkesztette a Hét Tükre című hetilapot. Közreműködött a Jubileumi évkönyv Izrael fennállásának 25. évfordulójára című kötet szerkesztésében. Nordau-díjjal tüntették ki 1955-ben.
Írói álnevei: A. E.; Buray, Leon; Payne, Georg С.

## Főbb művei
- Elmondom… My story. 1942–1945 (magyar–angol, album illusztrációival, Zsolt Béla és Szűcs Géza bevezetőjével, Szerző, Budapest, 1947)
- Bál után. Korrajz (regény, Tel-Aviv, 1955)
- Solt György története (regény, Tel-Aviv, 1957, Budapest, 1991)
- Hárfa utca (regény, Tel-Aviv, 1961)
- A csodák hat napja (riportregény, Tel-Aviv, 1972, Budapest, 1991)
- Mérlegen (regény, Tel-Aviv, 1972)
- Az ítéletnapi háború és egy esztendő (riportok, Tel-Aviv, 1974)
- Könyvillusztrációi:
  - Guzmann Irén: Különös baedeker (Tel-Aviv, 1953)
  - Wallace Lewis: Ben Húr (Tel-Aviv, 1960)